# David K. Barton
David Knox Barton (* 21. September 1927 in Greenwich, Connecticut; † 11. Februar 2023 in Hanover, New Hampshire) war ein US-amerikanischer Radar-Ingenieur.

## Leben
Barton besuchte das Harvard College mit Bachelor-Abschluss 1949. Er war von 1949 bis 1955 Elektronikingenieur bei den Signal Corps Engineering Laboratories und von 1955 bis 1963 bei der RCA Corporation. Von 1963 bis 1984 war er beratender Wissenschaftler von Raytheon. 1984 wurde er Executive Vice President von Anro Engineering in Sedona (Arizona).
Von ihm stammen bedeutende Beiträge zu Luftverteidigungssystemen einschließlich der Entwicklung des Systems MIM-104 Patriot, Raketenlenkung, Monopuls-Radar, Luftverkehrskontrolle, Radar zur Detektion von Tieffliegern und Frühwarnradar.
In den Jahren 1974 bis 1978 verfasste er eine Reihe von sieben Handbüchern über Radartechnik bei Artech House.
2002 erhielt er die  IEEE Dennis J. Picard Medal, 2005 den Leo Szilard Lectureship Award und 1984 die IEEE Centennial Medal. 1958 erhielt er den David Sarnoff Award der RCA Corporation. Er war Mitglied der National Academy of Engineering und Fellow des IEEE.

## Familie
Er war ab 1949 verheiratet und hatte acht Kinder.

## Schriften (Auswahl)
- Radar System Analysis, Prentice-Hall 1964
- Radars, 7 Bände, Artech House 1974 bis 1978:
  - Band 1 Monopulse Radar, 2 The Radar Equation, 3 Pulse Compression, 4 Radar Resolution and Multipath Effects, 5 Radar Clutter, 6 Frequency Agility and Diversity, 7 CW and Doppler Radar
- mit Harold R. Ward: Handbook of radar measurement, Artech House 1984 (Neuauflage seines Buchs von 1969 bei Prentice-Hall)
- Modern Radar System Analysis, Boston: Artech House, 1988, ISBN 0-89006-170-X
- mit A. I. Leonov, Sergey A. Leonov, I. A. Morozov, Paul C. Hamilton:  Radar Technology Encyclopedia, Artech House, 1997, ISBN 978-0-89006-893-9
- Radar System Analysis and Modeling, Artech House, 2005
- mit Samuel Sherman: Monopulse principles and techniques, Artech House, 2. Auflage 2011

Er gab auch russische Radarbücher bei Artech House heraus.